# Cora (Izrael)
Cora (hebr. צרעה; oficjalna pisownia w ang. Tzor'a) – kibuc położony w Samorządzie Regionu Matte Jehuda, w Dystrykcie Jerozolimy, w Izraelu. Członek Ruchu Kibuców.

## Położenie
Leży w górach Judei, w pobliżu głównej drogi z Jerozolimy do Tel Awiwu.

## Historia
Kibuc został założony w 1948 przez byłych członków Palmach.

## Gospodarka
Gospodarka kibucu opiera się na rolnictwie, sadownictwie i turystyce. Od 1957 funkcjonuje tutaj zakład metalowy Tzora Furniture Ltd. W 1993 otworzono winiarnię.

## Komunikacja
Na południowy wschód od kibucu przebiega droga ekspresowa nr 38 (Sza’ar ha-Gaj–Bet Guwrin).